# Leucadendron globosum
Espèce
Leucadendron globosum est une espèce de plantes à fleurs de la famille des Proteaceae. C'est un arbuste à fleurs qui fait partie du biome du fynbos. La plante est originaire du Cap-Occidental, en Afrique du Sud.

## Description

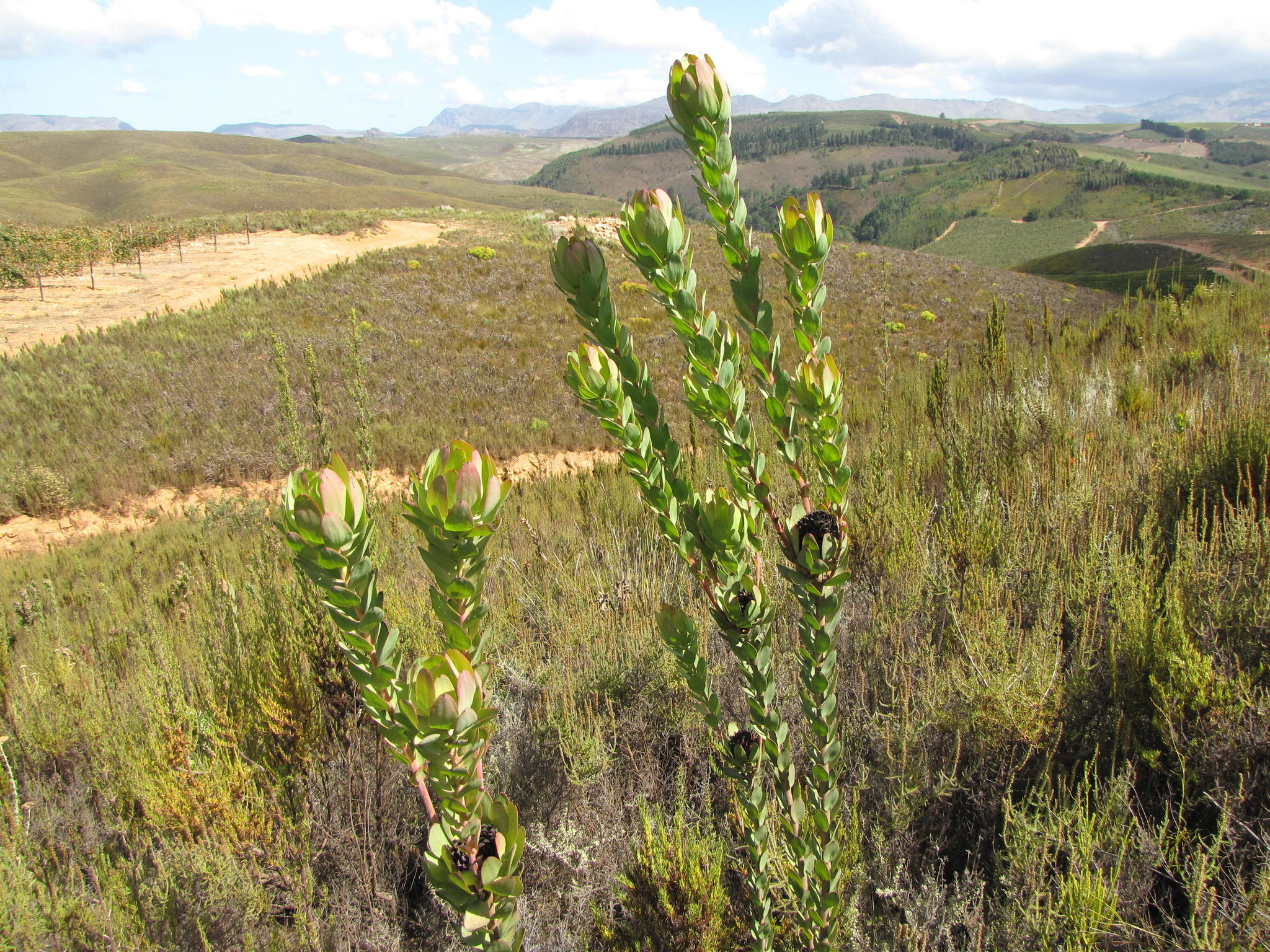

L'arbuste atteint 2 m de haut. Les tiges sont velues, les feuilles ovales, vert foncé. Les inflorescences femelles ont des bractées involucrées recourbées et étroitement imbriquées. La floraison a lieu de septembre à octobre. 
La plante meurt après un incendie, mais les graines survivent. Celles-ci sont stockées dans un sillon sur la plante femelle et tombent deux mois après la formation des fleurs du sillon au sol. La plante est unisexuée et il existe des plants distincts avec des fleurs mâles et femelles, qui sont pollinisées par les insectes.

## Répartition et habitat
La plante est présente de Grabouw au col de Houhoek, dans la vallée d'Elgin. Elle pousse sur des sols limoneux, sur les pentes sud, à des altitudes de 220-300 m.

## Statut de conservation
L'espèce Leucadendron globosum a été récemment évaluée en 2020 pour la Liste rouge des espèces menacées de l'UICN et est classée comme espèce en danger critique d'extinction selon les critères A2ace, B1ab(iii,v), C2a(i), D.

## Dénominations
Cet arbuste est appelé communément en afrikaans Grabouwtolbos, et, en anglais, Grabouw conebush.

## Systématique
Le nom correct complet (avec auteur) de ce taxon est Leucadendron globosum (Kennedy (d) ex Andrews) I.Williams (d).
L'espèce a été initialement classée dans le genre Protea sous le basionyme Protea globosa Andrews.
Leucadendron globosum a pour synonymes :
- Leucadendron ovale R.Br.
- Protea globosa Andrews
- Protea lenta Salisb.
- Protea ovalis (R.Br.) Kuntze
- Protea strobilina Thunb.